# Franz Schöggl
Franz Schöggl (* 21. Mai 1930 Langenwang, Steiermark; † 22. September 1982 ebenda) war ein österreichischer Musiker und Komponist.

## Leben
Franz Schöggl wurde als Sohn eines Sägearbeiters geboren. Schon mit 6 Jahren erhielt er Geigenunterricht. In seiner Freizeit beschäftigte er sich vorwiegend mit Musik und erlernte Klavier, Cello, Trompete und Schlagzeug im Selbststudium. 
Seit seiner Jugend betätigte er sich musikalisch auf dem Gebiet der Blasmusik und des Chorgesangs. Mit 15 Jahren wirkte er im Kirchenchor und mit 17 Jahren im Musikverein Langenwang mit. 
Seine Schulzeit – trotz großer finanzieller Schwierigkeiten der Familie besuchte er nach der Volksschule das Gymnasium in Bruck an der Mur – war oft durch Arbeitseinsätze beim Volkssturm unterbrochen.
Ab 1949 arbeitete Schöggl als kaufmännischer Angestellter in einem Industriebetrieb.
Der Musikverein förderte den jungen Musiker. Er konnte mehrere Kapellmeisterkurse absolvieren und im Jahr 1956 die Kapellmeisterstelle übernehmen, die er bis 1967 innehatte. Zuvor hatte er bereits ein Salonorchester gegründet. 1962 wurde er zum Bezirkskapellmeister ernannt. Ab 1965 war er Leiter des Kirchenchores in Langenwang, an dessen Gründung er 1964 maßgeblich beteiligt war.

## Wirken als Komponist
Als Komponist war Schöggl Autodidakt. Er hat populäre Stücke für Blasorchester (v. a. Märsche wie Prinz Johanns Wanderung und Reitermarsch) und Chor (Messgesänge und weltliche Chorlieder) geschrieben. Sein populärstes Stück ist Die launige Forelle. Dabei handelt es sich um zehn scherzhafte, für vierstimmigen gemischten Chor gesetzte Variationen über das Kunstlied Die Forelle von Franz Schubert mit Anleihen aus Stil und Werken anderer bekannter Komponisten. Die Noten erschienen beim Wiener Doblinger Verlag. Inzwischen gibt es auch eine englischsprachige Textfassung (Trout As You Like It), die z. B. in den USA, Japan und Australien verbreitet ist.
Im Jahr 1981 brachte der Komponist und Dirigent Hans Werner Henze mit Mitgliedern seiner Kölner Kompositionsklasse Acht Versuche über einen Marsch im Rahmen des Steirischen Herbstes zur Uraufführung. Dabei wurden Themen des Marsches Bund der Blasmusikkapellen von der Werkskapelle Hönigsberg und einem Hamburger Avantgardeensemble gespielt.
Gerd Kühr verfasste unter dem Titel Marsch Marsch 1981 eine „Collage nach Marschmotiven von Franz Schöggl“ für Orchester.

## Werke (Auswahl)

### Chormusik
- Die launige Forelle 
  - Die Forelle von Franz Schubert
  - Mozart: Eine kleine Nachtforelle
  - Beethoven: Zur Ehre der Forelle
  - Weber: Der Freifisch
  - Wagner: Fischerchor
  - Gebirgsforelle am späten Abend
  - Forelle nach Wiener Art
  - Forella Italiana
  - Wolga-Forelle
  - Fischfang mit Lis(z)t
- Du liebes Mürztal (Worte: Karl Skala; Weise und Satz: Franz Schöggl)

### Blasmusik
- Prinz Johanns Wanderung. Rondo Humoroso über den Erzherzog-Johann-Jodler.
- Reitermarsch
- Bund der Blasmusikkapellen. Marsch
- Waldheimat Ouvertüre
- Heimat Langenwang (für Bläserquintett)